# Guanabo
Guanabo es una conocida playa de arenas blancas, situada a 27 km al este de La Habana (estas playas son llamadas genéricamente "Playas del Este"), junto a la desembocadura del río homónimo. 
Administrativamente es un Consejo Popular del municipio Habana del Este en la Provincia de La Habana, Cuba. Esta subdivisión municipal posee un área de 31,0 kilómetros cuadrados. Limita al norte con el estrecho de la Florida, al este con el municipio de Santa Cruz del Norte (Provincia Mayabeque), al sur con el Consejo Popular de Campo Florido, al oeste con el reparto Boca Ciega. 
Su población supera los 15 000 habitantes y el poblado está caracterizado por viviendas bajas. Antes de 1961 pertenecía al municipio Guanabacoa. Se integra en el municipio La Habana del Este en el momento de su creación en 1976.

## Historia
El poblado original de Guanabo (llamado actualmente Guanabo Viejo) Fue fundado por colonos españoles, según algunos el día 26 de julio de 1803, al sur de la playa en la línea del Ferrocarril de Hershey. El toponímico Guanabo es de origen indígena taíno o siboney y significa Las Palmas o El Palmar (de "guana", palma y "abo", sufijo para denominar el plural).
Durante el huracán conocido como la Tormenta de San Francisco de Asís, ocurrido en los días del 4 y 5 de octubre de 1844, en Guanabo fueron arrancados los techos de la mayor parte de las casas y derribadas las paredes, contándose entre ellas la iglesia. En la casa de la capitanía, el viento arrebató todo el archivo y la mayor parte de los papeles.

## Turismo
Hoy muchos dueños de viviendas de Guanabo se han convertido en trabajadores por cuenta propia y ofrecen servicio de arrendamiento a turistas nacionales y extranjeros en cualquier época del año.

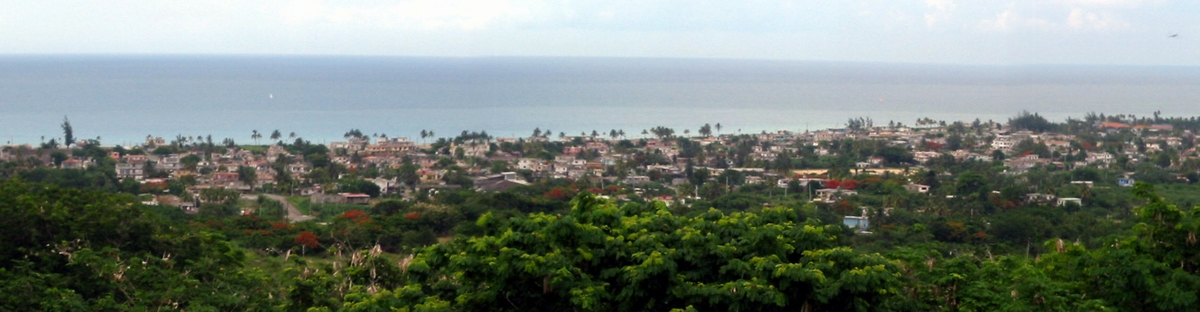
Vista de Guanabo desde la Vía Blanca